# Kësterita
La kësterita és un mineral de la classe dels sulfurs que pertany al grup de l'estannita. Es va descriure per primera vegada com a «Silver-zinc stannite» l'any 1948, sent anomenada de la manera actual per V.N. Soboleva l'any 1956, pel dipòsit de Kester, a Rússia, la seva localitat tipus.

## Característiques
La kësterita és un sulfur de fórmula química Cu₂ZnSnS₄, sent abans estimada com Cu₂(Zn,Fe)SnS₄, on els àtoms de zinc i ferro ocuparien la mateixa posició cristal·logràfica. Cristal·litza en el sistema tetragonal. La seva duresa a l'escala de Mohs és 4,5. La forma sintètica de la kësterita se sol abreviar CZTS per les seves sigles amb anglès.
Segons la classificació de Nickel-Strunz pertany a «02.CB - Sulfurs metàl·lics, M:S = 1:1 (i similars), amb Zn, Fe, Cu, Ag, etc.» juntament amb els següents minerals: coloradoïta, hawleyita, metacinabri, polhemusita, sakuraiïta, esfalerita, stil·leïta, tiemannita, rudashevskyita, calcopirita, eskebornita, gal·lita, haycockita, lenaïta, mooihoekita, putoranita, roquesita, talnakhita, laforêtita, černýita, ferrokesterita, hocartita, idaïta, kuramita, mohita, pirquitasita, estannita, estannoidita, velikita, chatkalita, mawsonita, colusita, germanita, germanocolusita, nekrasovita, estibiocolusita, ovamboïta, maikainita, hemusita, kiddcreekita, polkovicita, renierita, vinciennita, morozeviczita, catamarcaïta, lautita, cadmoselita, greenockita, wurtzita, rambergita, buseckita, cubanita, isocubanita, picotpaulita, raguinita, argentopirita, sternbergita, sulvanita, vulcanita, empressita i muthmannita.

## Formació i jaciments
Va ser descoberta al dipòsit de Kester, situat al massís granític d'Arga-Ynnakh-Khaya, a la regió de Yana-Adycha, dins el districte de Verkhoyansa (Sakhà, Rússia). Tot i tractar-se d'una espècie no gaire habitual ha estat descrita en tots els continents del planeta a excepció de l'Antàrtida.